# Maxi San Miguel
Maxi San Miguel (Maximino San Miguel Ruibal, Barcelona, 1952) es catedrático de física de la materia condensada en la Universidad de las Islas Baleares (U.I.B.) y director del Instituto de Física Interdisciplinar y Sistemas Complejos (I.F.I.S.C.), instituto mixto de la U.I.B. y el Consejo Superior de Investigaciones Científicas (C.S.I.C.).
Maxi San Miguel se licenció en física en la Universidad de Barcelona en 1974 y se doctoró en la misma universidad en 1978. Realizó una estancia posdoctoral en la Universidad de Temple de Filadelfia en 1980, y trabajó en la Universidad de Barcelona con distintos cargos hasta obtener en junio de 1986 en la Universidad de las Islas Baleares la cátedra de física teórica (transformada en cátedra de Física de la Materia Condensada en 1990).
En el 2010 se le concedió la medalla de la Real Sociedad Española de Física, en la que fue uno de los fundadores del Grupo Especializado de Física Estadística y No Lineal (G.E.F.E.NoL.). Ha trabajado en numerosos campos, que se detallan a continuación.

## Procesos estocásticos
La carrera científica del Prof. San Miguel dio sus primeros frutos en el ámbito de los procesos estocásticos, más en concreto en teorías de fluctuación, disipación y respuesta en procesos descritos por ecuaciones de Fokker-Planck. Sus estudios incluyeron análisis de teorías de campos a temperatura finita y cuantización estocástica, para hacer luego aportaciones fundamentales en la descripción de procesos estocásticos distintos de los markovianos. Efectos combinados de fluctuaciones internas y externas, tiempos de paso en presencia de memoria, fluctuaciones en reactores nucleares, relajación de estados inestables y metaestables, y propiedades generales de los procesos forzados por ruido de color son ejemplos de sus numerosas y profundas aportaciones al tema. Su publicación "Analytical and numerical studies of multiplicative noise", citada más de 360 veces, marcó un antes y un después en el análisis de ecuaciones estocásticas relacionadas con el ruido de color y en el tratamiento numérico de este.

## Dinámica de transiciones de fase
También durante la década de los ochenta trabajó en problemas de dinámica de transiciones de fase: descomposición espinodal, metaestabilidad, etc. Son de gran relevancia sus trabajos sobre descomposición espinodal en sistemas con interacciones de largo alcance, que permiten, por un lado, deducir la ecuación de Cahn-Hilliard-Cook como el término dominante en el desarrollo del inverso del alcance del potencial y, por otro, hacer evidente la imposibilidad de definir precisamente una línea espinodal separando estados inestables y metaestables, un resultado de gran interés experimental.
Hay que señalar también su uso del grupo de renormalización dinámico de Montecarlo para encontrar las leyes de crecimiento de dominios en descomposición espinodal, en buen acuerdo con los estudios numéricos directos. Ejemplo de su gran conocimiento e influencia en estos temas es la redacción del capítulo "The Dynamics of First Order Phase Transitions" ("La dinámica de las transiciones de fase"), que, habiendo sido citado más de 2000 veces, se ha convertido en referencia obligada en todos los artículos de este campo.

## Dinámica no lineal y estocástica en sistemas ópticos
A mediados de los 80 el Prof. San Miguel inició una nueva y fructífera línea de investigación: el estudio de la dinámica no lineal y los efectos de fluctuaciones en sistemas ópticos no lineales. Esta línea, que se consolidó con su incorporación a la cátedra de la UIB, fue particularmente novedosa por su aplicación de técnicas de procesos estocásticos y de mecánica estadística al estudio de problemas relevantes en fotónica y telecomunicaciones. Con ello estableció un vínculo, poco usual y modélico en España, entre investigación básica y aplicada. Prueba de ello es que esta línea se desarrolló a través de diversos proyectos, coordinados por San Miguel, en el marco del Plan Nacional de Tecnologías de la Información y de las Comunicaciones, así como de proyectos europeos de las áreas de la información y de las comunicaciones, de los cuales fue investigador responsable. En este campo se incluye el estudio tanto de cavidades no lineales pasivas como de láseres.
Entre las primeras hay que señalar la caracterización de tiempos de transición en sistemas ópticos biestables a finales de los 80, así como un extenso estudio de inestabilidades y formación de estructuras espaciales en cavidades ópticas no lineales y de los efectos de ruido cuántico en las mismas durante los 90. En particular cabe señalar la caracterización de inestabilidades convectivas (en las que una perturbación localizada crece en el referencial que se mueve con la perturbación misma pero decrece en el referencial del laboratorio) en cavidades ópticas, intestabilidades que aparecen típicamente en fluidos y que dan lugar a la aparición de estructuras macroscópicas sostenidas por fluctuaciones microscópicas de origen cuántico.
En cuanto a láseres, destacan sus primeros trabajos en la dinámica de láseres de colorante, donde las fluctuaciones son modeladas como un ruido de color. A finales de los 80, esta temática se focalizó en la dinámica de láseres de semiconductor con vistas a aplicaciones en comunicaciones ópticas. En particular, en la caracterización de tiempos de encendido y de las fluctuaciones en fase en láseres de semiconductor, tanto en el régimen de encendido repetido como en el régimen de modulación pseudoaleatoria. En 1994, durante su año sabático en la Universidad de Tucsón (Arizona, EE. UU.), desarrolló un modelo pionero para estudiar la dinámica de los entonces novedosos láseres de cavidad vertical y emisión superficial (VCSEL). El modelo, conocido como SFM (Spin-Flip Model) y al que comúnmente se alude como « modelo de San Miguel - Feng - Moleney », fue el primero en describir de forma apropiada la dinámica de portadores y campo eléctrico, incluyendo el grado de libertad de polarización de la luz, y ha sido y es ampliamente utilizado por un gran número de científicos que trabajan en el tema, como lo prueban las más de 170 referencias al artículo original. Posteriormente extendió este modelo para el estudio de la dinámica de modos transversales.

## Formación de patrones y complejidad espaciotemporal
Ya en los 80, en el marco de estudios de dinámica de transiciones de fase, el Profesor San Miguel realizó estudios bien conocidos sobre la transición de Fréedericksz en cristales líquidos, introduciendo las fluctuaciones térmicas de una manera consistente en una formulación del tipo de Ginzburg-Landau (la nematodinámica estocástica). Allí pudo explicar una fenomenología experimental interesante de formación de patrones periódicos, analizando en detalle la influencia de términos hidrodinámicos, estocásticos, y de interacción, en la dimensión típica del patrón seleccionado. A ello siguieron, ya en los 90, un buen número de trabajos sobre formación de patrones en gran variedad de sistemas físicos, en particular sistemas convectivos descritos por la ecuación de Swift-Hohenberg o los que presentan la inestabilidad de Küppers-Lortz. Mención aparte merecen, aparte de las inestabilidades y formación de estructuras en los sistemas ópticos antes descritos, los estudios de diversos tipos de modelos tipo Ginzburg-Landau complejos que permitieron, por ejemplo, caracterizar diversos tipos de intermitencia y de caos espaciotemporal, o clarificar la naturaleza de las inestabilidades en osciladores descritos por un parámetro de orden vectorial.

## Dinámica de sistemas sociales
Finalmente, en los últimos años, el Profesor San Miguel ha sido pionero en España en la aplicación de la física a sistemas socioeconómicos, con un planteamiento intrínsecamente interdisciplinar que abre nuevos horizontes y problemas para los físicos a la vez que aporta resultados de gran relevancia en los campos de aplicación. Su investigación en esta línea comienza en el año 2000, con un estudio sobre cooperación en redes adaptativas, que ya aparece publicado en un libro sobre ciencias sociales.
A partir de entonces, el Profesor San Miguel ha trabajado sobre modelos tan importantes como el de dinámica cultural de Axelrod, el modelo de formación de opinión conocido como voter model, y modelos de coevolución de comportamientos y estructuras sociales basados en el dilema del prisionero. Más recientemente, se ha centrado en problemas de convivencia de lenguas y en los efectos de los medios de comunicación en la opinión pública.
Su esfuerzo por comunicar sus resultados a la audiencia del campo de las ciencias sociales le ha llevado a publicar en una de las revistas más prestigiosas de sociología: "American Journal of Sociology".